# Multicalyx cristata
Multicalyx cristata är en plattmaskart som beskrevs av Johannes Faust och Tang 1936. Multicalyx cristata ingår i släktet Multicalyx och familjen Multicalycidae. Inga underarter finns listade i Catalogue of Life.